# Leucania albomarginalis
Leucania albomarginalis là một loài bướm đêm trong họ Noctuidae.